# Popis registracijski oznaka plovila u Finskoj
Finska ima sedam lučkih ispostava u gradovima koji se nalaze na obalama Botničkog zaljeva.
Popis registracijskih oznaka lučkih ispostava:
| Lučka ispostava | Kratica    |
| --------------- | ---------- |
| Ahvenanmaa      | AAL        |
| Lymi            | FIN -nn- K |
| Lappi           | FIN -nn- L |
| Oulu            | FIN -nn- O |
| Turku           | FIN -nn- T |
| Uusimaa         | FIN -nn- U |
| Vaasa           | FIN -nn- V |